# ميهوفيل ناكيتش
ميهوفيل ناكيتش (بالكرواتية: Mihovil Nakić) مواليد 31 يوليو 1955 في جمهورية يوغوسلافيا الاشتراكية الاتحادية، هو لاعب كرة سلة كرواتي سابق. بدأ مسيرته الاحترافية في سنة 1973. مثّل منتخب بلاده. شارك في دورة الألعاب الأولمبية الصيفية سنة 1980. اعتزل اللعب في 1989.

## المسيرة الاحترافية
لعب مع نادي سيبونا لكرة السلة من سنة 1977 إلى 1987، ثم لعب مع أماتوري أوديني في موسم 1987–1988، ثم لعب مع نادي سيبونا لكرة السلة في موسم 1988–1989.

## الميداليات
| الميدالية | المسابقة                         |
| --------- | -------------------------------- |
| ذهبية     | الألعاب الأولمبية الصيفية 1980   |
| برونزية   | الألعاب الأولمبية الصيفية 1984   |
| برونزية   | بطولة أمم أوروبا لكرة السلة 1979 |
| فضية      | الألعاب الجامعية الصيفية 1979    |

## روابط خارجية
- ميهوفيل ناكيتش على موقع الاتحاد الدولي لكرة السلة (الإنجليزية)
- ميهوفيل ناكيتش على موقع الاتحاد الدولي لكرة السلة (الإنجليزية)
- ميهوفيل ناكيتش على موقع ريلجم (الإنجليزية)
- ميهوفيل ناكيتش على موقع بروبوليرز (الإنجليزية)
- ميهوفيل ناكيتش على موقع سبورتس رفرنس (الإنجليزية)
- ميهوفيل ناكيتش على موقع أوليمبيديا (الإنجليزية)